# شاتو أوت كونيغسبورغ
شاتو أوت كونيغسبورغ هو شاتو وقلعة تاريخية تقع في إقليم الراين الأسفل، فرنسا.